# Ernst Conrad Peterson

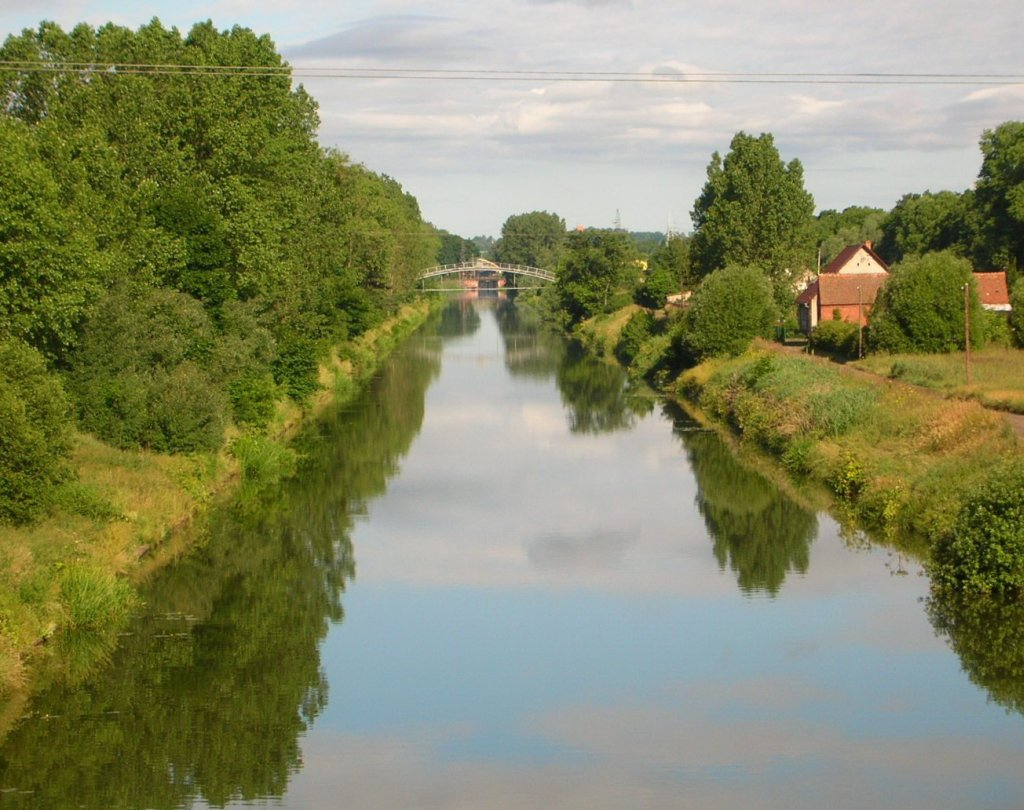
Kanał Bydgoski, którego współtwórcą był Ernst Conrad Peterson

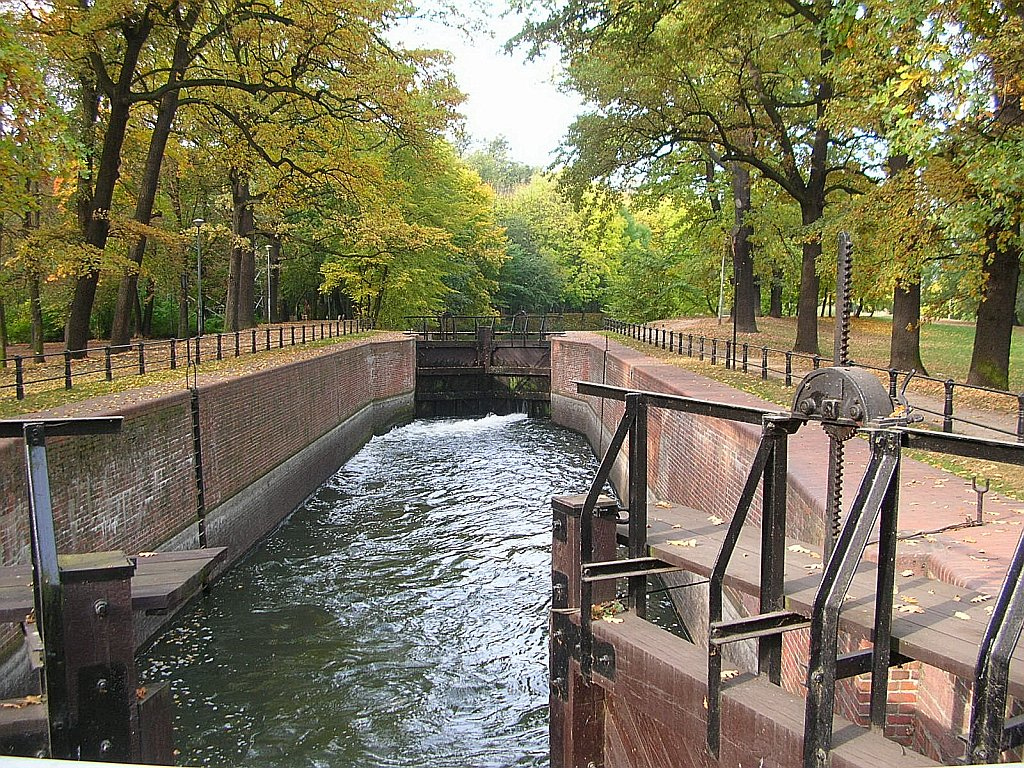
V śluza Kanału Bydgoskiego w obrębie parku nad kanałem, założonego przez Ernsta Conrada Petersona

Ernst Conrad Peterson (ur. 1778 w Kołobrzegu, zm. 1841 w Bydgoszczy) – inspektor Kanału Bydgoskiego, miejski radca budowlany.

## Życiorys
Urodził się 18 czerwca 1778 w Kołobrzegu. Był synem Johanna Gottfrieda, mistrza murarskiego i jego drugiej żony Dorothy Elisabeth z domu Mursinna. Uczył się rzemiosła budowlanego u boku ojca. W 1795 r. otrzymał paszport podwodowy jako pomocnik mierniczego, a 22 października tego roku zatrudniono go przy pomiarze topograficznym Prus Południowych.
W 1796 r. po raz pierwszy przybył do Bydgoszczy, sprowadzony przez przyrodniego brata Johanna Philipa, pełniącego funkcję budowniczego, sprawującego nadzór nad rozbudową i naprawą Kanału Bydgoskiego. Początkowo pracował przy Kanale jako uczeń budowlany. W latach 1797–1799 był zatrudniony przy pomiarze Drwęcy, przeprowadzonym w związku z projektem budowy kanału Ostróda – Elbląg i dalej do ujścia Wisły. W latach 1799–1801 odbył studia na Akademii Budowlanej w Berlinie, zakończone otrzymaniem uprawnień do samodzielnego prowadzenia prac budowlanych.

### Inspektor Kanału Bydgoskiego
W 1801 r. powrócił do Bydgoszczy, gdzie otrzymał stałą posadę inspektora budowlanego. Do jego obowiązków należał nadzór budowlany w miastach, urzędach domenalnych i leśnych Obwodu Nadnoteckiego oraz nadzorowanie prac na Kanale Bydgoskim. W końcu 1803 r. został mianowany inspektorem budownictwa wodnego i inspektorem Kanału Bydgoskiego, zastępując na tym stanowisku swego przyrodniego brata Johanna, który przeniesiony został do Gdańska, gdzie powierzono mu budowę portu.
Istotą działalności Petersona w Bydgoszczy były prace budowlane związane z Kanałem Bydgoskim, szczególnie intensywne w latach 1801–1805. Od otwarcia kanału w 1774 r., władze pruskie przeznaczały zbyt małe środki na jego utrzymanie, co doprowadziło do tego, że w 1792 r. niemożliwy był transport zboża z Wisły na zachód dla wojsk pruskich.
Peterson w okresie piastowania stanowiska inspektora prowadził stale prace budowlane: oczyścił kanał z naniesionego piasku i roślinności, umocnił jego brzegi, przebudował większość drewnianych śluz na murowane z cegły i kamienia, wzniósł 3 nowe jazy, a w zachodniej części kanału zbudował nową śluzę nakielską. We wschodniej części kanału, już w obrębie Bydgoszczy i jego przedmieść, zadrzewił brzegi kanału, urządzając planty, które w kilkadziesiąt lat później przekształciły się w największy bydgoski park oraz ogólnomiejskie centrum rozrywki.
Funkcję inspektora Kanału Bydgoskiego pełnił także w czasach Księstwa Warszawskiego, będąc podporządkowany prefektowi Departamentu Bydgoskiego Antoniemu Gliszczyńskiemu. W tym czasie wybudował śluzę na Bielawach oraz jaz w Dębinku. Podjął się również przebudowy i przedłużenia kanału zasilającego.
W 1815 r., gdy na mocy kongresu wiedeńskiego Bydgoszcz wróciła pod panowanie pruskie, wszedł w skład delegacji miasta, która złożyła adres hołdowniczy pruskiemu monarsze Fryderykowi Wilhelmowi III.

### Działalność gospodarcza
W 1815 r. opuścił służbę państwową i zajął się prowadzeniem własnych przedsiębiorstw. Był właścicielem trzech cegielni. Pierwszą z nich usytuowaną przy śluzie miejskiej, wybudowano jeszcze w 1792 r. z myślą o wykorzystaniu cegieł do budowy śluz Kanału Bydgoskiego. Drugą cegielnię zlokalizowaną na Żupach (okolica ul. Toruńskiej nr 45) wybudował w 1803 r., a trzecią na Okolu (dziś okolice ul. Nadrzecznej, nad Brdą, za mostami kolejowymi) postawił w 1808 r. W tym samym czasie w swoim majątku na Czyżkówku wybudował dwa młyny. Dolny młyn służył do przemiału zboża, a w górnym odbywała się produkcja papieru (papiernię zamknięto w 1860 r.) Był także okresowo właścicielem browaru i gorzelni. Jako budowniczy wznosił również domy mieszkalne na rzecz mieszkańców miasta przy ul. Gdańskiej i Grunwaldzkiej.

### Działalność samorządowa
Ugruntowana pozycja majątkowa pozwoliła mu na działalność we władzach miasta. 28 października 1815 r. wybrano go niepłatnym radcą budowlanym – członkiem magistratu. W samorządzie miejskim zajmował się nadzorem budowlanym w zakresie przestrzegania przepisów policyjno-budowlanych.

### Działalność filantropijna
Peterson miał także zasługi w działalności charytatywnej. W 1817 r. na własny koszt wybudował szkołę i sierociniec na Czyżkówku. Opłacał zatrudnionych tam nauczycieli i opiekunów.
Zmarł 13 listopada 1841 r. w Bydgoszczy. W 1836 r. został odznaczony Orderem Orła Czerwonego. Był żonaty z Dorothą Elisabeth z domu Senff. Miał kilkoro dzieci. Jego syn Ernst Emil Peterson (ur. 1808) był nadburmistrzem Bydgoszczy w latach 1840-1844.
Od 1883 jedna z ulic w Śródmieściu Bydgoszczy nosiła nazwę Petersona, a od 1913 r. także plac położony obok ul. Grunwaldzkiej otrzymał nazwę pl. Petersona. Nazwy zmieniono po 1945 r.: ulica Obrońców Bydgoszczy oraz plac Chełmiński. Obecnie jedna z głównych ulic na terenie Bydgoskiego Parku Przemysłowo Technologicznego nosi nazwę Ernsta Petersona.